# Reactividad (psicología)
La reactividad psicológica es un fenómeno por el cual los individuos alteran su comportamiento o conducta cuando sospechan que están siendo observados.
Los cambios que se producen pueden ser positivos o negativos, y dependen de la situación. Supone una amenaza significativa para la validez interna de los estudios de investigación, que suele ser controlada a través de diseños experimentales de doble ciego.  
Existen varias formas de reactividad. El Efecto Hawthorne tiene lugar cuando los participantes en el estudio de investigación tienen conocimiento de que están siendo objeto de estudio, y alteran su conducta por causas relacionadas con la atención especial que reciben por parte de los investigadores. El Efecto John Henry es una forma específica de Efecto Hawthorne y tiene lugar cuando, debido a deficiencias en el aislamiento de los grupos, los participantes del grupo de control alteran su comportamiento al sospechar que de hecho pertenecen a ese tipo de grupo.
La reactividad no es un fenómeno que se limite únicamente a los cambios derivados del mero hecho de estar siendo observado; también puede hacer referencia a todas aquellas situaciones en las que se produce un cambio en el comportamiento para satisfacer las expectativas de un observador. El Efecto experimentador tiene lugar cuando los propios investigadores transmiten sus expectativas a los participantes (ya sea voluntaria o involuntariamente) acerca de los resultados del estudio. El Efecto Pigmalión se refiere al caso en que los estudiantes alteran su comportamiento para adecuarlo a las expectativas que perciben que sus profesores tienen sobre su rendimiento futuro. Ambos efectos pueden estar causados por sesgos o estereotipos, como sugieren los estudios relacionados con la validez interna.